# Kristín Aðalbjörg Árnadóttir

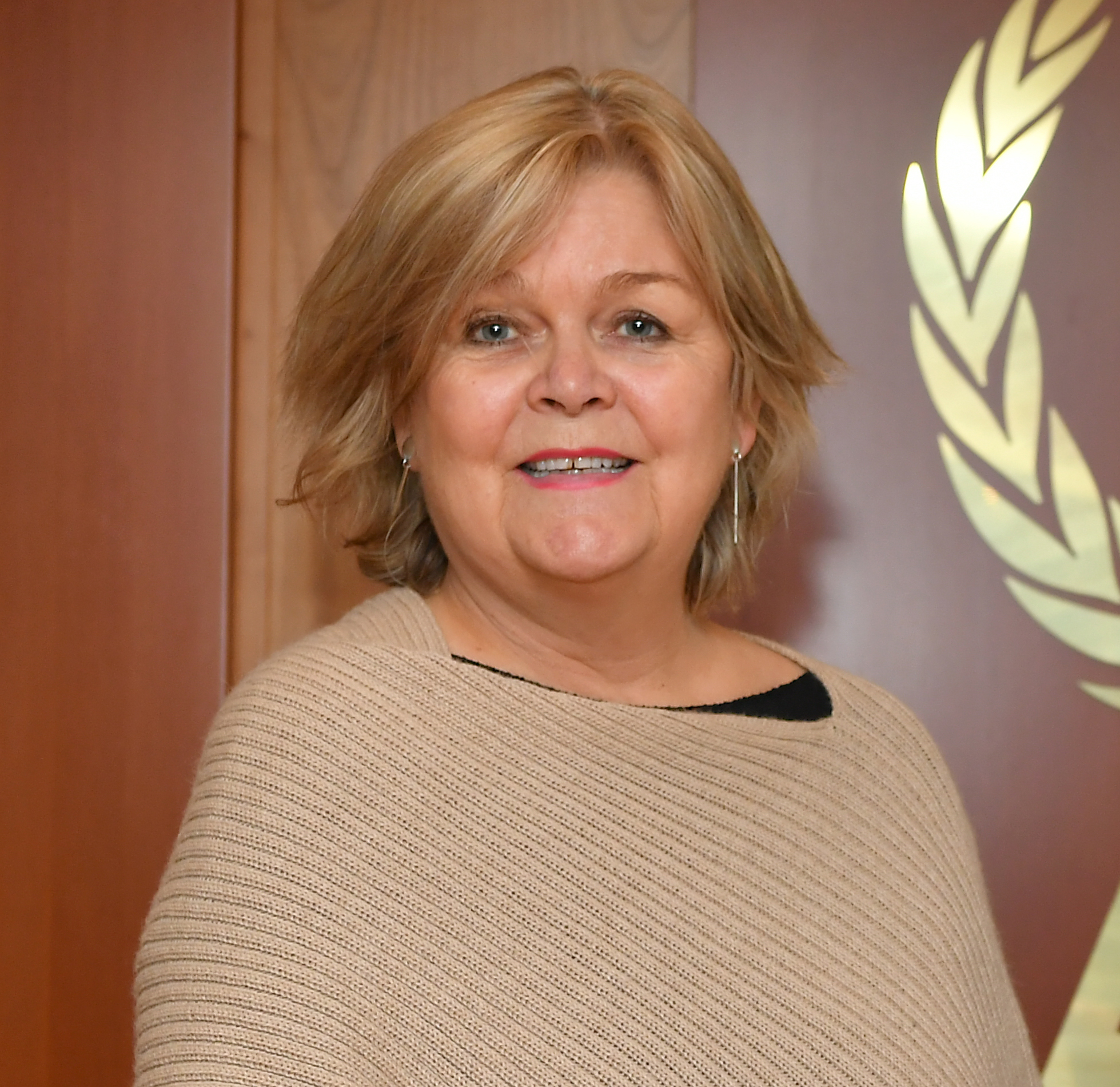
Kristin Aðalbjörg Arnadottir

Kristín Aðalbjörg Árnadóttir (*  18. März 1957 in Island) ist eine isländische Diplomatin. Sie ist ehemalige Botschafterin für China und Finnland.

## Leben
Kristín Aðalbjörg Árnadóttir arbeitete nach ihrem Studium als Journalistin und für den Bürgermeister von Reykjavík. Im Jahr 2007 wechselte sie an das Außenministerium.
Kristín Aðalbjörg Árnadóttir war von 2010 bis 2013 Botschafterin in China und nicht residierende Botschafterin für Australien, Kambodscha, Laos, die Mongolei, Neuseeland, Nordkorea, Südkorea, Thailand sowie Vietnam. Im Jahr 2013 wurde sie als Botschafterin in Finnland akkreditiert. Zur gleichen Zeit war sie nicht residierend mit der diplomatischen Vertretung für Estland, Lettland, Litauen und die Ukraine beauftragt.
Im Jahr 2017 kehrte Kristín Aðalbjörg Árnadóttir als Gleichstellungsbeauftragte an das Außenministerium in Island zurück.
Kristín Aðalbjörg Árnadóttir ist geschieden und Mutter von vier Töchtern.